# Astaffort
Astaffort är en kommun i departementet Lot-et-Garonne i regionen Nouvelle-Aquitaine i sydvästra Frankrike. Kommunen ligger i kantonen Astaffort som tillhör arrondissementet Agen. År 2022 hade Astaffort 2 002 invånare.

## Befolkningsutveckling
Antalet invånare i kommunen Astaffort
| Referens: INSEE |